# ویکتور پولوپانوف
ویکتور پولوپانوف (انگلیسی: Viktor Polupanov؛ زادهٔ ۱ ژانویهٔ ۱۹۴۶) بازیکن هاکی روی یخ اهل اتحاد جماهیر شوروی سوسیالیستی بود.